# Zorocrates unicolor
Zorocrates unicolor is een spinnensoort uit de familie Zoropsidae. De soort komt voor in de Verenigde Staten en Mexico.